# 馬隆 (明尼蘇達州)
馬隆（英語：Malung）是位於美國明尼蘇達州羅索縣的一個非建制地區。

## 歷史
馬隆的郵局於1895年成立，其後於1954年停運。此地得名自同名瑞典城市。

## 地理
馬隆所處的海拔為高於海平面324米（即1063英呎），而該地所採用的時區為UTC-6，即北美中部時區（CST）。同時該地設有夏令時間，為UTC-6調快一小時，即UTC-5（CDT）。